# Elsie Shutt
Elsie Shutt (* 1928 in New York City, Vereinigte Staaten) ist eine US-amerikanische Mathematikerin und Software-Unternehmerin. Sie war eine der ersten Frauen, die in den Vereinigten Staaten ein Softwareunternehmen gründete. 1958 gründete sie Computations, Incorporated (CompInc.) und war in den USA Vorreiterin bei der Beschäftigung freiberuflicher Programmiererinnen.

## Leben und Werk

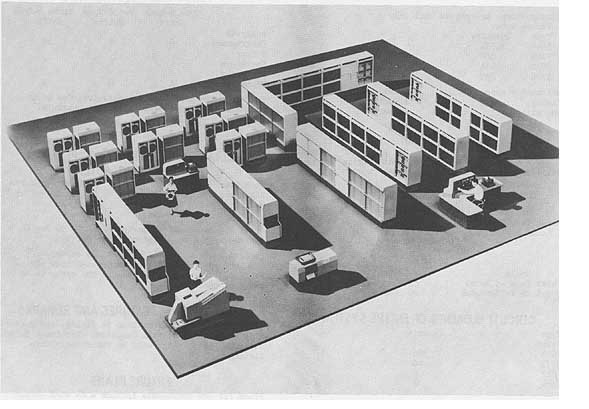
DATAmatic 1000 Computersystem, Honeywell, Inc. 1957

Shutt war das einzige Kind eines Verkäufers bei der Ford Motor Company und einer Chemikerin. Sie wuchs in Baltimore auf und erhielt 1944 ihren Abschluss an der Eastern High School. Am Goucher College studierte sie Mathematik mit Chemie als Nebenfach. Mit einem Pepsi-Cola-Stipendium und einem anschließenden Lehrstipendium absolvierte sie ein Graduiertenstipendium am Radcliffe College und wurde dort die zweite weibliche Lehrbeauftragte. Während drei Sommerjobs lernte sie beim Aberdeen Proving Ground der US-Army in Maryland den Ordnance Discrete Variable Automatic Computer ORDVAC zu programmieren. Mit einem Fulbright-Stipendium studierte sie ein Jahr Mathematik in Nancy in Frankreich.
1953 kehrte sie in die USA zurück und heiratete im November 1953 den Ingenieur Phiipp R. Shutt, mit dem sie drei Kinder bekam. Sie und ihr Ehemann arbeiteten dann bei dem Unternehmen Raytheon.
1957 musste sie laut Gesetz ihren Job aufgeben, als sie ein Kind bekam. Die Unternehmen stellte Vollzeit-Programmiererinnen ein, aber Teilzeitarbeit gab es nicht einmal für hochqualifizierte Programmierer. Raytheon begann Programmierprojekte zurückzufahren, sodass Kunden, die sich an das Unternehmen wandten, an Shutt verwiesen wurden. Sie arbeitete freiberuflich von zu Hause aus. 
Als Shutt Raytheon verließ, arbeitete sie für Honeywell, einen alteingesessenen Hersteller von Thermostaten und anderen elektrischen und elektronischen Geräten, der sich mit Raytheon zu dem gemeinsamen Computerunternehmen Datamatic Corporation zusammengeschlossen hatte, das die Vorherrschaft von IBM in Frage stellen sollte. Honeywell gab ihr weitere Aufträge, allerdings mehr, als sie bewältigen konnte, und so nahm sie die Hilfe zweier anderer Frauen in Anspruch, die ebenfalls bei Honeywell gearbeitet hatten, bis sie Kinder bekamen. Ursprünglich hatte Shutt geplant, dass sie freiberuflich arbeiten sollten, aber Honeywell befand dies als „zu viel Vertragsarbeit“. 
Daher gründete Shutt 1957 ihr eigenes Unternehmen, Computations Incorporated [Comp Inc]. Sie bot neben Computerprogrammierung auch Systemanalyse- und Designdienstleistungen an. Es war wahrscheinlich das erste Softwarehaus in den USA, das 1963 in Business Week porträtiert wurde und als „die schwangeren Programmierer“ bezeichnet wurde. Der Artikel enthielt ein gestelltes Foto von Shutt bei der Arbeit an ihrem Esstisch, mit Spielzeug im Vordergrund, mit dem Slogan Mathematik und Mutterschaft mischen.
Shutt leitete das Unternehmen mehr als 45 Jahre lang und stellte bevorzugt Frauen mit kleinen Kindern ein. Sie ließ die Firma bewusst nicht expandieren und beschäftigte nie mehr als 13 Mitarbeiterinnen. Sie legte Wert auf eine „Schreibtischprüfung“ zwischen den Mitarbeiterinnen, bei der jede den Code der anderen manuell überprüfte. Das Unternehmen schloss Verträge unter anderem mit Minneapolis-Honeywell, Raytheon, der Harvard University, der University of Rochester und der United States Air Force.